# Ersthelfer-Alarmierungssystem
Der Begriff Ersthelfer-Alarmierungssystem umfasst alle technischen Mittel und deren Zusammenwirken zur Alarmierung von qualifizierten Ersthelfern in medizinischen Notfällen. Je nach Ausgestaltung des Ersthelfersystems kommen verschiedene Technologien zum Einsatz.
Üblicherweise werden darunter Smartphone-basierte Lösungen verstanden, weshalb Ersthelfer-Alarmierungssysteme häufig auch vereinfachend als „Ersthelfer-App“ bezeichnet werden. Das Smartphone ermöglicht eine regelmäßige Ortung, potenzielle Helfer können hierbei also positionsabhängig alarmiert werden. Im Unterschied zu den in Deutschland bekannten Helfer-vor-Ort-Einheiten übernehmen die Personen in Ersthelfersystemen keine festen Dienstzeiten, sondern werden spontan – also aus ihrer Freizeit heraus – zum Einsatz alarmiert.

## Hintergrund
Bei verschiedenen zeitkritischen Notfallbildern ist es von essenzieller Wichtigkeit für das Outcome des Patienten, dass dieser ohne Zeitverzögerung qualifizierte Hilfe erhält. Prominentes Beispiel ist der Herz-Kreislauf-Stillstand. Hier ist pro Minute Therapieverzögerung mit einer Verringerung der Überlebenswahrscheinlichkeit um ca. 10 % zu rechnen. Wird bereits vor dem Eintreffen des Rettungsdienstes Hilfe geleistet, so ist mit einer deutlichen Erhöhung der Überlebenswahrscheinlichkeit zu rechnen.
In Deutschland liegt beispielsweise die Laienreanimationsquote nur bei ca. 35 %. Nur ein sehr geringer Teil der Bevölkerung leistet somit bei einem Herzkreislauf-Stillstand dem Betroffenen auch tatsächlich Hilfe. Der Rettungsdienst ist im deutschen Mittel jedoch erst nach ca. 8,5 Minuten vor Ort. Es besteht also ein deutliches sogenanntes therapiefreies Intervall, zwischen Auftreten des Notfalls und dem Beginn qualifizierter Hilfsmaßnahmen – die Hilfsmaßnahmen beginnen quasi immer zu spät.
Das gemeinsame Ziel aller Ersthelfer-Alarmierungssysteme ist die Verkürzung des therapiefreien Intervalls in zeitkritischen Notfallsituationen. Hierzu werden zufällig in der Nähe befindliche Freiwillige an den Notfallort alarmiert, um dort schnell und qualifiziert Hilfe zu leisten. So kann bei der Nutzung eines Ersthelfer-Alarmierungssystems eine deutliche Erhöhung der vor Eintreffen des Rettungsdienstes begonnenen Wiederbelebungsmaßnahmen beobachtet werden. Die Systeme leisten so einen Beitrag zu einem stärker gemeinschaftsfokussierten Ansatz, den der ERC als Schlüsselelement zur Verbesserung des Überlebens von Herzkreislauf-Stillständen außerhalb des Krankenhauses sieht. Mittlerweile empfehlen die internationalen Leitlinien für die Wiederbelebung, dass Ersthelfer, die sich in der Nähe eines vermuteten präklinischen Kreislaufstillstandes befinden, von der Leitstelle über eine Smartphone-App oder eine Textnachricht alarmiert werden. Weiterhin soll jedes europäische Land solche Technologien implementieren, um die Zeit bis zum Beginn der Herzdruckmassage und bis zur Defibrillation (falls nötig) zu verkürzen. Aus diesem Grund sind im Corhelper-System die Standorte von öffentlich zugänglichen Defibrillatoren (AED) hinterlegt. Das System Region der Lebensretter ist mit der Datenbank Defi-MAP verbunden, bei einer Alarmierung wird einer der Ersthelfer zum nächstgelegenen AED geleitet und bringt diesen zum Einsatzort. Die AED-Standorte sind in der App (Region der Lebensretter V3; iOS und Android) hinterlegt, neue Standorte können von den Ersthelfenden gemeldet werden.
Ersthelfer-Alarmierungssysteme werden sinnvollerweise an die örtliche Rettungsleitstelle angebunden, sodass die Ersthelfer ohne Zeitverzögerung mit den Einsatzkräften des Rettungsdienstes alarmiert werden können. Hierzu stehen verschiedene Schnittstellen der Leitstellensoftware zur Verfügung.
Bislang ist noch nicht bekannt, wie hoch die Ersthelferdichte sein muss, damit zuverlässig Ersthelfer bei einer Alarmierung erreicht werden, die vor den Einsatzkräften des Rettungsdienstes eintreffen. In den Leitlinien wird eine Studie zitiert, die 10 Ersthelfer pro Quadratkilometer fordert. In dieser Studie wurden die Ersthelfer noch über Mobilfunkmasten geortet und über SMS alarmiert. Diese Ortung ist sehr ungenau und die Eintreffzeiten können mit dieser Technologie nicht zuverlässig gemessen werden. Moderne Systeme verwenden GPS-Ortung (über eine Smartphone-App) und teilweise intelligente Alarmierungsalgorithmen. Im System Region der Lebensretter werden beispielsweise die voraussichtlichen Fahrtzeiten der alarmierten Rettungsmittel einbezogen und nur Ersthelfer alarmiert, die mit dem jeweils verwendeten Verkehrsmittel vor den Kräften des Rettungsdienstes an der Einsatzstelle eintreffen können. Um zukünftig valide Aussagen zur benötigten Ersthelferdichte machen zu können, ist das Erfassen der Eintreffzeiten der Ersthelfer Voraussetzung. Hierzu existiert noch kein Standard. In manchen Studien wurden geschätzte Eintreffzeiten ausgewertet, andere Arbeiten geben gemessene Eintreffzeiten an, ohne die Methode zu beschreiben. Unterschiedliche Methoden zur Erhebung der Eintreffzeiten führen zu teilweise sehr unterschiedlichen Ergebnissen. In einer Beobachtungsstudie aus der Region Freiburg (1.531 km² und ca. 500.000 Einwohner, gemischt städtisch-ländliche Region) wurde ein Algorithmus entwickelt, welcher zum Zeitpunkt der Alarmierung die Ersthelferverfügbarkeit von Ersthelfenden in der Nähe des Notfallortes über einen Voralarm (App Region der Lebensretter V3) erfragt, weiterhin die Ersthelfenden um Angaben zum Mitführen eines AED und um das von ihnen verwendete Verkehrsmittel bittet. Daraufhin wird ein individuelles Routing für die Ersthelfenden (direkt zum Notfallort, Umweg über den nächsten verfügbaren AED) durchgeführt und es werden die beiden Ersthelfenden mit der voraussichtlich kürzesten Fahrtzeit direkt zum Einsatzort geroutet. Der/die dritte Ersthelfende wird dann erst zum nächsten AED geleitet, falls der Weg zum Notfallort mit dem Umweg über den AED schneller zurückgelegt werden kann als der Rettungsdienst voraussichtlich fahren wird. Mit diesem Alarmalgorithmus wurde die gemessene (GPS-basierte Messung) des ersteintreffenden Ersthelfers im Median von 5:38 min auf 3:59 min reduziert. Damit wurden die bislang kürzesten publizierten (gemessenen) Eintreffzeiten erreicht.
Das Forschungsfeld der smartphonebasierten Ersthelfersysteme ist stark am Wachsen und es gibt noch viele ungeklärte Fragestellungen. Vor allem entwickelt sich die Technologie sehr schnell weiter, was bei der Entwicklung neuer Alarmierungsalgorithmen völlig neue Möglichkeiten eröffnet. Als Basis für wissenschaftliche Untersuchungen zum außerklinischen Herz-Kreislaufstillstand wurde 1991 der sogenannte Utstein Style veröffentlicht. Dieser empfiehlt eine standardisierte Datenerhebung und definiert die entsprechenden Datenfelder bzw. Parameter. So wird zum Beispiel festgelegt, welche Prozesszeiten erfasst werden. Zwischen dem Notruf und eventueller Laienreanimation und dem Eintreffen des Rettungsdienstes (oder auch professioneller First-Responder Systeme) liegen im zeitlichen Ablauf heutzutage die smartphonebasierten Ersthelfersysteme. Da diese zum Zeitpunkt der Publikation des Utstein Style noch nicht existierten, ergab sich die Notwendigkeit der Entwicklung eines Reporting Standards für smartphone-Alarmierungssysteme, AED-Netzwerke und Ersthelfersysteme. 2022 traf sich eine internationale Expertengruppe (46 Wissenschaftler) in Hinterzarten bei Freiburg unter Beteiligung des Swiss Resuscitation Council und des Italian Resuscitation Council und auf Einladung des Deutschen Rates für Wiederbelebung (GRC) eine solche Ergänzung des Utstein-Style zu erarbeiten. Die resultierende Empfehlung wurde vom European Resuscitation Council (ERC) „endorsed“ und in der Fachzeitschrift Resuscitation veröffentlicht.
Ein wissenschaftlicher Nachweis der Verbesserung der Überlebensrate bei Herzkreislauf-Stillständen steht aus. Untersuchungen eines in Stockholm eingesetzten Systems konnten keine signifikante Verbesserung feststellen. Gleichwohl wurde hierbei ein System verwendet, das auf triangulations-basierter Ortung der Nutzer basiert. Zudem setzte das System auf den Einsatz von zuvor Laien – die Qualität der Herzlungenwiderbelebungen wurde nicht untersucht. Modernere Systeme, wie die in Deutschland eingesetzten nutzen genauere, GPS-basierte Ortungstechnologie, ermöglichen also ggf. einen engeren Alarmierungsradius. Einige der Systeme setzen zudem statt auf Laienhelfer auf das ohnehin bereits in der Bevölkerung vorhandene Potenzial ausgebildeter Helfer. 2024 bis 2025 läuft in 11 Regionen in Deutschland die bislang größte Prospektive Studie zur Untersuchung der Effekte eines smartphonebasierten Ersthelfersystems auf die Überlebensrate (Krankenhausentlassung) nach außenklinischem Herz-Kreislaufstillstand. Die Überlebensrate wird in zwei Beobachtungsphasen jeweils 8 Monate vor und nach Start des Systems Region der Lebensretter evaluiert, die erwartete Fallzahl liegt bei insgesamt 2.218 Patienten.
Nach Ausbruch der COVID-19-Pandemie im Frühjahr 2020 wurden viele Ersthelfer-Alarmierungssysteme pausiert, da die Ersthelfer größtenteils nicht mit Schutzausrüstung ausgestattet sind. In der Region Freiburg wurde ein Pandemie-Konzept entwickelt, mit dem in der laufenden Pandemie ein sehr stabiler Betrieb des Systems gewährleistet werden konnte.
Der GRC hat auf seiner Webseite eine Übersichtskarte veröffentlicht, in der alle Landkreise in Deutschland aufgeführt sind. Auf der Karte ist für jeden Landkreis aufgeführt, ob ein App-basiertes Ersthelfersystem etabliert ist bzw. welches System aktiv ist. Damit sollen interessierte Menschen angesprochen werden, die sich ihrem Heimatkreis in einem System registrieren möchten.

## Bekannte Systeme
Ersthelfer-Alarmierungssysteme sind international verbreitet. Die folgende alphabetische Liste zeigt einen Überblick über verschiedene Systeme.
- corhelper[22]
- EVapp (Belgien)[23]
- Există un erou (Rumänien)[24]
- FirstAED (in Deutschland: Region der Lebensretter)[25]
- GoodSAM (hauptsächlich in Großbritannien)[26]
- HartslagNu (Niederlande)[27]
- Heartunner (hauptsächlich Schweden)[28]
- iHelp (Slowenien)[29]
- Katretter[30]
- Mobile Retter[31]
- Momentum/Ticino Cuore (Schweiz)[31]
- PulsePoint (hauptsächlich USA)[32]
- Saving Life (früher: Meine Stadt Rettet)[33]
- SMSLivräddare (Schweden)[5]
- Team Österreich Lebensretter[34]
- United Hatzalah (Israel, semiprofessionelle Organisation mit eigenem Alarmierungssystem)[31]

In Deutschland aktiv sind Systeme von corhelper, Katretter, Mobile Retter (2024: 42 Gebietskörperschaften in 5 Bundesländern mit 8,7 Mio. Einwohnern), Saving Life und Region der Lebensretter (2025: 75 Gebietskörperschaften in 7 Bundesländern mit 16,5 Mio. Einwohnern).